# Gran Cisma d'Orient
El Cisma Est-Oest (també conegut com el Gran Cisma o Cisma de 1054) va ser el trencament de la comunió que es va produir al segle xi entre l'Església Catòlica i l'Església Ortodoxa Oriental. El cisma va ser la culminació de les diferències teològiques i polítiques que s'havien desenvolupat durant els segles precedents entre el cristianisme oriental i occidental.
Una successió de diferències eclesiàstiques i disputes teològiques entre l'Orient Grec i l'Occident Llatí va precedir la divisió formal que es va produir el 1054. Entre aquestes van destacar: la processó de l'Esperit Sant (filioque), què s'hauria d'utilitzar a l'Eucaristia, ja fos pa amb llevat o sense  la pretensió del bisbe de Roma de jurisdicció universal i el lloc de la seu de Constantinoble en relació amb la pentarquia.
El 1053 es va fer el primer pas del procés que va conduir a un cisma formal: les esglésies gregues del sud d'Itàlia es van veure obligades a conformar-se a les pràctiques llatines i, si alguna d'elles no ho feia, es van veure obligades a tancar. En represàlia, el patriarca Miquel I Cerulari de Constantinoble va ordenar el tancament de totes les esglésies llatines de Constantinoble. El 1054, el llegat papal enviat per Lleó IX va viatjar a Constantinoble amb finalitats que incloïen refusar a Cerulari el títol de «patriarca ecumènic» i insistir que reconegués la pretensió del papa de ser el cap de totes les esglésies. Els propòsits principals de la legació papal eren buscar ajuda de l'emperador romà d'Orient, Constantí IX Monòmac, en vista de la conquesta normanda del sud d'Itàlia i tractar els atacs recents de Lleó d'Ocrida contra l'ús de pa sense llevat i altres costums occidentals, atacs que van comptar amb el suport de Cerulari. L'historiador Axel Bayer diu que la legació va ser enviada en resposta a dues cartes, una de l'emperador que buscava ajuda per organitzar una campanya militar comuna de l'Imperi Romà d'Orient i el Sacre Imperi Romanogermànic contra els normands i l'altra des de Cerulari. Sobre la negativa de Cerulari a acceptar la demanda, el líder de la legació, el cardenal Humbert de Silva Candida, OSB, el va excomunicar i, a canvi, Cerulari va excomunicar Humbert i els altres llegats.
La validesa de l'acte dels llegats occidentals és dubtosa perquè el papa Lleó va morir i l'excomunió de Cerulari es va aplicar únicament als llegats personalment. Tot i així, l'Església es va dividir en línies doctrinals, teològiques, lingüístiques, polítiques i geogràfiques, i la bretxa fonamental mai no s'ha curat, i cada banda acusava de vegades l'altra de caure en heretgia i d'iniciar la divisió. Les croades dirigides pels llatins, la massacre dels llatins el 1182, les represàlies d'Occident en el saqueig de Tessalònica el 1185, la presa i el saqueig de Constantinoble durant la Quarta Croada el 1204 i la imposició dels patriarques llatins va dificultar la reconciliació.. L'establiment de jerarquies llatines als Estats croats significava que hi havia dos reclamants rivals a cadascuna de les seus patriarcals d'Antioquia, Constantinoble i Jerusalem, cosa que deixava clara l'existència del cisma. Diversos intents de reconciliació no van donar els seus fruits.
El 1965, el Papa Pau VI i el patriarca ecumènic Atenàgores I van anul·lar els anatemes del 1054, tot i que aquesta anul·lació de les mesures que es van prendre contra uns quants individus era essencialment un gest de bona voluntat i no constituïa cap mena de reunió. L'absència de comunió plena entre les esglésies fins i tot s'esmenta explícitament quan el Codi de Dret Canònic dona permís als ministres catòlics per administrar els sagraments de la penitència, l'eucaristia i la unció dels malalts per demanar espontàniament a membres d'esglésies orientals com l'Església Ortodoxa Oriental. (així com les esglésies ortodoxes orientals i l'església d'Orient) i membres d'esglésies occidentals com l'Església Catòlica Antiga. Els contactes entre les dues parts continuen. Cada any, una delegació de cadascun s'uneix a la celebració de la festa patronal de l'altre, els sants Pere i Pau (29 de juny) per Roma i Sant Andreu (30 de novembre) per Constantinoble, i hi ha hagut diverses visites del cap de cadascuna a l'altra. Els esforços dels patriarques ecumènics cap a la reconciliació amb l'Església catòlica han estat sovint objectiu de fortes crítiques per part d'altres companys ortodoxos.

## Diferències subjacents al cisma
Jaroslav Pelikan subratlla que «si bé el cisma Orient-Occident va sorgir en gran part de la discòrdia política i eclesiàstica, aquesta discòrdia també reflectia diferències teològiques bàsiques». Pelikan argumenta a més que els antagonistes del segle xi van exagerar de manera inapropiada les seves diferències teològiques, mentre que els historiadors moderns tendeixen a minimitzar-les. Pelikan afirma que els documents d'aquella època evidencien les «profunditats d'alienació intel·lectual que s'havien desenvolupat entre les dues parts de la cristiandat». Tot i que les dues parts eren tècnicament més culpables de cisma que d'heretgia, sovint es van acusar mútuament d'al·legacions de blasfèmia. Pelikan descriu gran part de la disputa com a «diferències regionals en usos i costums», algunes de les quals eren adiàfores (és a dir, ni correctes ni incorrectes). Malgrat això, segueix dient que mentre que en principi era senzill acceptar l'existència de l'adiàfora, a la pràctica era difícil distingir costums que eren innòcuament adiafòrics dels que realment tenien implicacions doctrinals.

### Disputes eclesiològiques
Philip Sherrard, teòleg ortodox, afirma que la causa subjacent del cisma Orient-Occident va ser i continua sent «el xoc d'aquestes dues eclesiologies fonamentalment irreconciliables». Roger Haight caracteritza la qüestió de l'autoritat episcopal a l'Església com a «aguda» amb les «posicions relatives de Roma i Constantinoble una font recurrent de tensió». Haight caracteritza la diferència en les eclesiologies com «el contrast entre un papa amb jurisdicció universal i una combinació de la superestructura patriarcal amb una eclesiologia de comunió episcopal i sinodal anàloga a la que es troba a Cebrià». No obstant això, Nicholas Afansiev ha criticat tant les esglésies catòlica com les ortodoxes per «subscriure l'eclesiologia universal de Sant Cebrià de Cartago segons la qual només pot existir una església veritable i universal».
Un altre punt de controvèrsia va ser el celibat entre els sacerdots occidentals (tant monàstics com parroquials), a diferència de la disciplina oriental segons la qual els rectors podien ser homes casats. Tot i això, l'església llatina sempre ha tingut alguns sacerdots casats legalment. Són una petita minoria des del segle xii.

#### Estructura eclesiològica
Hi ha diverses eclesiologies diferents: «eclesiologia de comunió», «eclesiologia eucarística», «eclesiologia baptismal», «eclesiologia trinitària», «teologia querigmàtica». Altres eclesiologies són la «jerarquitzada-institucional» i l'«orgànica-mística», i la «congregacionalista».
Les esglésies orientals van mantenir la idea que cada ciutat-església local amb el seu bisbe, preveres, diaques i persones que celebraven l'eucaristia constituïa tota l'església. En aquesta visió anomenada eclesiologia eucarística (o més recentment eclesiologia hologràfica), cada bisbe és el successor de Sant Pere a la seva església («l'Església»), i les esglésies formen el que Eusebi va anomenar una unió comuna d'esglésies. Això implicava que tots els bisbes eren ontològicament iguals, tot i que funcionalment a determinats bisbes se'ls podia concedir privilegis especials per altres bisbes i servir de metropolitans, arquebisbes o patriarques. Dins de l'Imperi Romà, des de l'època de Constantí fins a la caiguda de l'imperi el 1453, l'eclesiologia universal, més que eucarística, es va convertir en el principi operatiu. Va prevaler la visió que, "quan l'Imperi Romà es va convertir en cristià, s'havia assolit l'ordre mundial perfecte volgut per Déu: un imperi universal era sobirà i amb ell era l'única església universal". Al principi, l'eclesiologia de l'Església romana era universal, amb la idea que l'Església era un organisme mundial amb un centre nomenat divinament (no funcionalment): l'Església / Bisbe de Roma. Aquests dos punts de vista segueixen presents a l'ortodòxia oriental i al catolicisme moderns i es poden veure com a causes fonamentals dels cismes i del Gran Cisma entre Orient i Occident.
"L'Església Ortodoxa no accepta la doctrina de l'autoritat papal establerta al Concili Vaticà de 1870 i ensenyada avui a l'Església Catòlica." L'Església Ortodoxa sempre ha mantingut la posició original de col·legialitat dels bisbes, cosa que fa que l'estructura de l'església sigui més propera a una confederació. Els ortodoxos tenen sínodes on es reuneixen les màximes autoritats de cada comunitat de l'Església, però, a diferència de l'Església Catòlica, cap individu o figura central té l'última paraula absoluta i infal·lible sobre la doctrina de l'Església. A la pràctica, això de vegades ha provocat divisions entre les esglésies ortodoxes gregues, russes, búlgares i ucraïneses, ja que cap autoritat central no pot actuar com a àrbitre en diverses disputes internes.
A partir de la segona meitat del segle XX l'eclesiologia eucarística és confirmada pels teòlegs catòlics. Henri de Lubac escriu: "L'Església, com l'eucaristia, és un misteri d'unitat, el mateix misteri i amb riqueses inesgotables. Tots dos són el cos de Crist, el mateix cos." Joseph Ratzinger anomena l'eclesiologia eucarística "el veritable nucli de l'ensenyament sobre la creu del Vaticà II". Segons Ratzinger, l'única església de Déu no existeix d'una altra manera que a les diverses congregacions locals individuals. En aquestes, l'eucaristia se celebra en unió amb l'Església arreu. L'eclesiologia eucarística va portar el concili a "afirmar la importància teològica de l'església local. Si cada celebració de l'eucaristia no és només una qüestió de la presència sacramental de Crist a l'altar, sinó també de la seva presència eclesial a la comunitat reunida, llavors cada església eucarística local ha de ser més que un subconjunt de l'església universal; ha de ser el cos de Crist "en aquest lloc".
La dimensió eclesiològica del cisma Orient-Occident gira al voltant de l'autoritat dels bisbes dins de les seves diòcesis i les línies d'autoritat entre els bisbes de diferents diòcesis. És freqüent que els catòlics insisteixin en la primacia de l'autoritat romana i papal basada en escrits patrístics i documents conciliars.

#### Privilegi i autoritat papals
Els ensenyaments oficials actuals de l'Església catòlica sobre el privilegi i el poder papals que són inacceptables per a les esglésies ortodoxes orientals són el dogma de la infal·libilitat del papa quan es parla oficialment “des de la càtedra de Pere (ex cathedra Petri)” sobre qüestions de fe i moral que s'han de celebrar per tota l'Església, de manera que aquestes definicions siguin irreformables "per si mateixes, i no pel consentiment de l'Església" (ex sese et non-ex consensu ecclesiae) i tinguin un caràcter vinculant per a tots els cristians (catòlics) de la món; la jurisdicció episcopal directa del papa sobre tots els cristians (catòlics) del món; l'autoritat del papa per nomenar (i també per destituir) els bisbes de totes les esglésies cristianes (catòliques) excepte al territori d'un patriarcat; i l'afirmació que la legitimitat i l'autoritat de tots els bisbes cristians (catòlics) del món es deriven de la seva unió amb la seu romana i el seu bisbe, el Pontífex Suprem, l'únic successor de Pere i vicari de Crist a la terra.
El principal dels temes eclesiàstics que separen les dues esglésies és el significat de la primacia papal dins de qualsevol futura església unificada. Els ortodoxos insisteixen que hauria de ser una "primacia de l'honor" i no una "primacia de l'autoritat", mentre que els catòlics consideren que el paper del pontífex és necessari per al seu exercici de poder i autoritat, la forma exacta de la qual és oberta a la discussió amb altres cristians. Segons la creença ortodoxa, la prova de la catolicitat és l'adhesió a l'autoritat de les Escriptures i després per la Santa Tradició de l'Església. No es defineix per l'adhesió a qualsevol seu particular. És la posició de l'Església Ortodoxa que mai no ha acceptat el papa com a líder de dret de tota l'Església.
Referint-se a Ignasi d'Antioquia, Carlton diu:
| « | Contràriament a l'opinió popular, la paraula catòlic no significa "universal"; significa "sencer, complet, sense falta de res". ... Així, confessar que l'Església és catòlica és dir que posseeix la plenitud de la fe cristiana. Dir, però, que els ortodoxos i Roma constitueixen dos pulmons de la mateixa Església és negar que qualsevol Església per separat sigui catòlica en qualsevol sentit significatiu del terme. Això no només és contrari a l'ensenyament de l'ortodòxia, sinó que és absolutament contrari a l'ensenyament de l'Església Catòlica Romana, que es considerava veritablement catòlica. | » |

L'església és a la imatge de la Trinitat i reflecteix la realitat de l'Encarnació.
| « | El cos de Crist ha de ser sempre igual a si mateix ... L'església local que manifesta el cos de Crist no es pot subsumir en cap organització o col·lectivitat més gran que el faci més catòlic i més unitari, per la simple raó que el principi de catolicitat total i la unitat total ja hi és intrínseca. | » |

### Problemes teològics
La política iconoclasta aplicada per una sèrie de decrets de l'emperador Lleó III l'Isàuric entre 726 i 729 es va resistir a Occident, donant lloc a friccions que van acabar el 787, quan el Segon Concili de Nicea va reafirmar que les imatges han de ser venerades però no adorades. El Libri Carolini, encarregat per Carlemany, criticada el que és una traducció defectuosa va donar com la decisió del concili, però les seves objeccions van ser refutades pel Papa Adrià I.
Des de la perspectiva de l'Església catòlica, les qüestions eclesiològiques són fonamentals, motiu pel qual caracteritzen la divisió entre les dues esglésies com un cisma. Segons la seva opinió, els ortodoxos orientals són molt propers a ells en teologia i l'Església catòlica no considera que les creences ortodoxes siguin herètiques. Tanmateix, des de la perspectiva dels teòlegs ortodoxos, hi ha qüestions teològiques que són molt més profundes que la simple teologia al voltant de la primacia del Papa. De fet, a diferència dels catòlics, que generalment no consideren els ortodoxos com a heretges i parlen sobre el "cisma oriental", alguns destacats teòlegs ortodoxos consideren que l'Església catòlica és herètica sobre qüestions doctrinals fonamentals de la teologia, com ara Filioque. Aquestes qüestions tenen una llarga història, tal com es pot veure en les obres del segle xi del teòleg ortodox i sant Nicetes Pectorat.
També a l'Església catòlica es poden trobar alguns escriptors que parlen pejorativament de l'Església Ortodoxa Oriental i de la seva teologia, però aquests escriptors són marginals. La visió oficial de l'Església catòlica és la que s'expressa en el decret Unitatis redintegratio del Vaticà II:
| « | En l'estudi de la revelació, Orient i Occident han seguit diferents mètodes i han desenvolupat de manera diferent la seva comprensió i confessió de la veritat de Déu. No és sorprenent, doncs, que de tant en tant una tradició s'hagi apropat a l'apreciació total d'alguns aspectes d'un misteri revelador que l'altra o l'hagi expressat amb més avantatge. En aquests casos, aquestes diverses expressions teològiques s'han de considerar sovint com a complementàries i no conflictives. Pel que fa a les autèntiques tradicions teològiques de l'Església oriental, hem de reconèixer l'admirable manera en què tenen les seves arrels a la Sagrada Escriptura i com es nodreixen i s'expressen en la vida de la litúrgia. També proven de la tradició viva dels apòstols i de les obres dels pares i dels escriptors espirituals de les esglésies orientals. Així, promouen un bon ordenament de la vida cristiana i, de fet, aplanen el camí cap a una visió completa de la veritat cristiana. | » |

#### Trinitat
Tot i que les esglésies occidentals no consideren radicalment diferent la comprensió oriental i occidental de la Trinitat, teòlegs orientals com John Romanides i Michael Pomazansky argumenten que la clàusula Filioque és simptomàtica d'un defecte fatal en la comprensió occidental, que atribueixen al influència d'Agustí d'Hipona i, per extensió, a la de Tomàs d'Aquino.
Filioque, llatí per a "i (de) el Fill", es va afegir al cristianisme occidental al text llatí del Credo Niceno-Constantinopolità, que també varia del text grec original en tenir la frase addicional Deum de Deo (Déu de Déu) i en utilitzar el singular "Crec" (llatí, Credo, grec Πιστεύω) en lloc de l'original "Creiem" (grec Πιστεύομεν), que conserva l'ortodòxia oriental. L'Església Assíria Oriental, que no està en comunió ni amb l'església ortodoxa oriental ni amb l'ortodòxia oriental, utilitza "Creiem".
La Filioque afirma que l'Esperit Sant procedeix del Fill i del Pare, una doctrina acceptada per l'Església catòlica, per l'anglicanisme i per les esglésies protestants en general general.. Els cristians d'aquests grups l'inclouen generalment quan reciten el Credo Niceno. No obstant això, aquests grups reconeixen que Filioque no forma part del text original establert al Primer Concili de Constantinoble el 381, i no exigeixen que altres també l'utilitzin quan diuen el Credo. De fet, l'Església catòlica no afegeix la frase corresponent a Filioque (καὶ τοῦ Υἱοῦ) al text grec del Credo, fins i tot en la litúrgia per als catòlics de ritu llatí.
Al Concili de Constantinoble de 879–880, l'Església Ortodoxa Oriental va anatematitzar la frase Filioque, "com a novetat i augment del Credo", i en la seva encíclica de 1848 els patriarques orientals en van parlar com una heretgia. Va ser qualificat com a tal per alguns sants de l'Església Ortodoxa Oriental, inclosos Foci I de Constantinoble, Marc d'Efes i Gregori Palamas, que han estat anomenats els tres pilars de l'ortodòxia. L'església oriental creu que, mitjançant l'església occidental, la inserció unilateral deFilioque(sense consultar ni celebrar concili amb l'Est) al Credo, que l'Església occidental va trencar la comunió amb l'Est.
Teòlegs ortodoxos com Vladimir Lossky critiquen el focus de la teologia occidental de Déu en "Déu en essència no creada" com a equivocat, que segons ell és una expressió modalista i, per tant, especulativa de Déu que és indicativa de l'heretgia sabel·liana. El teòleg ortodox Michael Pomazansky argumenta que, perquè l'Esperit Sant procedeixi del Pare i del Fill del Credo, haurien d'haver-hi dues fonts en la divinitat (doble processó), mentre que en el Déu únic es pot només sigui una font de divinitat, que és la hipòstasi del Pare de la Trinitat, no l'essència de Déu per se. En canvi, el bisbe Kallistos Ware suggereix que el problema es troba més en l'àmbit de la semàntica que de les diferències doctrinals bàsiques:
| « | La controvèrsia Filioque que ens ha separat durant tants segles és més que un simple tecnicisme, però no és insoluble. Qualificant la ferma posició que vaig adoptar quan vaig escriure L'Església Ortodoxa fa vint anys, ara crec, després d'estudiar més, que el problema està més en l'àmbit de la semàntica que en les diferències doctrinals bàsiques. | » |

.

#### Experiència de Déu versus escolàstica
Lossky argumenta que la diferència entre Orient i Occident es deu a l'ús que fa l'Església Catòlica de la filosofia metafísica (i l'escolàstica) pagana en lloc de l'experiència real de Déu anomenada teoria, per validar els dogmes teològics del cristianisme catòlic. Per aquest motiu, Lossky afirma que els ortodoxos orientals i els catòlics s'han convertit en "homes diferents". Altres teòlegs ortodoxos orientals com Romanides i Hierotheos, metropolità de Nafpaktos han fet pronunciaments similars.Segons els ensenyaments ortodoxos, la teoria es pot aconseguir mitjançant pràctiques ascètiques com l'hesicisme, que va ser condemnat com a heretgia per Barlaam de Seminara.
Els teòlegs ortodoxos acusen que, a diferència de la teologia ortodoxa, la teologia occidental es basa en un discurs filosòfic que redueix la humanitat i la natura a conceptes mecànics freds.
| « | El catolicisme romà racionalitza fins i tot el sagrament de l'Eucaristia: interpreta l'acció espiritual com a purament material i desacredita el sagrament fins a tal punt que esdevé, al seu parer, una mena de miracle atomista. L'Església ortodoxa no té teoria metafísica de la transsubstanciació, i no hi ha necessitat d'aquesta teoria. Crist és el Senyor dels elements i està en el seu poder fer-ho perquè «totes les coses, sense canviar la seva substància física», puguin convertir-se en el seu cos. El cos de Crist a l'eucaristia no és carn física. | » |

Els teòlegs ortodoxos argumenten que la ment (raó, racionalitat) és el focus de la teologia occidental, mentre que, en la teologia oriental, la ment s'ha de posar al cor, de manera que s'uneixen al que s'anomena nous; aquesta unitat com a cor és el focus del cristianisme ortodox oriental que implica la incessant pregària del cor. En la teologia ortodoxa, en les tradicions ascètiques orientals un dels objectius de la pràctica ascètica és obtenir sobrietat de consciència, despertar (nepsis). Per a la humanitat s'aconsegueix amb la curació de tota la persona anomenada ànima o cor. Quan el cor d'una persona es concilia amb la seva ment, això es coneix com una curació del nou o “ull, focus del cor o ànima”. Part d'aquest procés és la curació i la reconciliació de la raó de la humanitat que es diu logos o dianoia amb el cor o l'ànima. Tot i que l'esperit i el cos de la humanitat són energies vivificades per l'ànima, l'ortodòxia ensenya que el pecat, el sofriment i la pena de l'home són causats pel fet que el seu cor i la seva ment siguin una dualitat i estiguen en conflicte. Segons la teologia ortodoxa, la manca decomprensió noètica (malaltia) no pot ser ni eludida ni satisfeta pel pensament racional o discursiu (és a dir, sistematització) i negar les necessitats del cor humà (una expressió més occidental seria les necessitats de l'ànima) provoca diverses manifestacions negatives o destructives com l'addicció, l'ateisme i els pensaments malignes, etc. Un nou netejat, curat o restaurat crea la condició de sobrietat o nepsis de la ment.

##### Llum no creada
Els teòlegs ortodoxos afirmen que la divisió teològica d'Orient i d'Occident va culminar en un conflicte teològic directe conegut com la controvèrsia hesicasta durant diversos concilis de Constantinoble entre 1341 i 1351. Argumenten que aquesta controvèrsia va posar de manifest el fort contrast entre el que l'Església catòlica abraça com dogma teològic adequat (o ortodox) i com es valida la teologia i què es considera teologia vàlida pels ortodoxos orientals. L'essència del desacord és que a Orient una persona no pot ser un veritable teòleg ni ensenyar el coneixement de Déu sense haver experimentat Déu, tal com es defineix com la visió de Déu (theoria). Al centre de la qüestió hi havia l'ensenyament de les distincions Essència-Energia (que afirma que, tot i que la creació mai no pot conèixer l'essència no creada de Déu, pot conèixer les seves energies no creades) per Gregory Palamas.

#### El pecat original, el lliure albir i la Immaculada Concepció
Cap escriptor catòlic ni ortodox abans de mitjans del segle XX no va afirmar mai que els catòlics i els ortodoxos tinguessin una comprensió diferent del pecat original.

#### La doctrina del pecat original d'Agustí
Alguns polemistes ortodoxos orientals afirmen que els ortodoxos no accepten l'ensenyament del pecat original d'Agustí. La seva interpretació del pecat ancestral també es rebutja a Orient. Tampoc no s'accepta tot l'ensenyament d'Agustí a Occident. L'Església catòlica rebutja el traducianisme i afirma el creacionisme. El seu ensenyament sobre el pecat original es basa en gran manera en el de Agustí, però no és idèntic, i s'oposa a la interpretació d'Agustí avançada per Martí Luter i Joan Calví. El seu ensenyament s'allunya de les idees d'Agustí en alguns aspectes. Una altra visió ortodoxa és expressada per Christos Yannaras, que va descriure Agustí com "la font de tota distorsió i alteració de la veritat de l'Església a Occident". Aquesta visió és poc històrica. De fet, l'ensenyament d'Agustí sobre el pecat original va ser afirmat solemnement pel Concili ecumènic d'Efes, i el Segon Concili de Constantinoble va numerar Sant Agustí entre els grans doctors de l'Església ortodoxa, al costat d'Atanasi d'Alexandria, Hilari de Poitiers, Basili de Cesarea, Gregori de Nazianz, Gregori de Nazianz, Ambròs de Milà, Teòfil, Joan Crisòstom, Ciril I d'Alexandria i Lleó el Gran. La negació tardana i moderna per part d'alguns escriptors ortodoxos de l'ensenyament suposadament "occidental" sobre el pecat original és considerada per alguns ortodoxos tradicionalistes com una forma de modernisme.

##### Ensenyament ortodox sobre el pecat original
El que accepta l'Església Ortodoxa Oriental és que el pecat ancestral va corrompre la seva existència (els seus cossos i el seu entorn) en què cada persona neix i, per tant, naixem en una existència corrompuda (pel pecat ancestral d'Adam i Eva) i que " el pecat original és hereditari. No va quedar només el d'Adam i Eva. A mesura que la vida passa d'ells a tots els seus descendents, també ho fa el pecat original. Tots participem en el pecat original perquè tots descendim del mateix avantpassat, Adam." L'ensenyament de l'Església Ortodoxa Oriental és que, com a resultat del pecat d'Adam, "el pecat hereditari va fluir a la seva posteritat; de manera que tothom que neix després de la carn suporta aquesta càrrega i en experimenta els fruits en aquest present món"
De la mateixa manera, el que sosté l'Església catòlica és que el pecat d'Adam que heretem, i per a la remissió del qual es bateja fins i tot els nadons que no tenen pecat personal, s'anomena "pecat" només en un sentit analògic, ja que no ho és un acte comès com el pecat personal d'Adam i Eva, però un estat caigut contret per la transmissió d'una naturalesa humana privada de santedat i justícia originals.
Tant Orient com Occident sostenen que cada persona no és cridada a expiar el pecat real comès per Adam i Eva.
Segons l'Església occidental, "el pecat original no té el caràcter de culpa personal en cap dels descendents d'Adam", [84] i l'Església oriental ensenya que "per aquests fruits i aquesta càrrega no entenem el pecat [real]". Els ortodoxos i els catòlics creuen que les persones hereten només la malaltia espiritual (en la qual tots pateixen i pecen) d'Adam i Eva, causada pel seu pecat ancestral (el que els ha fluït), la malaltia els deixa debilitats en els seus poders, sotmesos a la ignorància, patint la dominació de la mort i inclinats al pecat.

##### Immaculada Concepció
La doctrina catòlica de la Immaculada Concepció, que afirma que Déu va protegir la Mare de Déu del pecat original sense cap mèrit propi, va ser definida dogmàticament pel papa Pius IX el 1854. La teologia ortodoxa proclama que Maria va ser escollida per porteu Crist, primer trobat el favor de Déu per la seva puresa i obediència.

#### El pecat, el purgatori i l'infern

##### Purgatori
Un altre punt de la disputa teològica entre les esglésies occidentals i orientals és la doctrina del purgatori (com es va demostrar al Segon Concili de Lió i al Concili de Ferrara-Florència). Es va desenvolupar amb el temps en la teologia occidental, segons la qual "tots els que moren en la gràcia i l'amistat de Déu, però encara imperfectament purificats, estan assegurats de la seva salvació eterna, però després de la mort se sotmeten a la purificació, per tal d'aconseguir la santedat necessària per entrar a l'alegria del cel." No obstant això, alguns teòlegs orientals, tot i estar d'acord que hi ha més enllà de la mort, un estat en el qual els creients continuen perfeccionant-se i portant a una plena divinització, consideren que no és un estat de càstig sinó de creixement. Afirmen que el patiment no pot purificar el pecat, ja que tenen una visió diferent del pecat i consideren el patiment com a conseqüència d'una malaltia espiritual. La teologia occidental sol considerar el pecat no només com una malaltia que debilita i impedeix, sinó també com una cosa que mereix un càstig.
L'església ortodoxa oriental sosté que "hi ha un estat més enllà de la mort on els creients continuen perfeccionant-se i portant a la plena divinització" Encara que alguns ortodoxos han descrit aquest estat intermedi com a purgatori, d'altres el distingeixen d'aspectes que s'hi associen a Occident: al Concili de Ferrara – Florència, el bisbe ortodox Marc d'Efes va argumentar que no hi havia focs purificadors.

##### Damnació
El magisteri tradicional ortodox és que "aquell que rebutgi Crist rebrà el càstig". Segons la confessió de Dositheus, "les persones van immediatament a l'alegria en Crist o als turments del càstig". En la doctrina ortodoxa no hi ha lloc sense Déu. A l'eternitat no hi ha amagatall de Déu. A la teologia catòlica, Déu és present a tot arreu, no només pel seu poder sinó en si mateix. L'infern és un estat de separació acte-seleccionat de Déu.
La teologia oriental considera que el desig de pecar és el resultat d'una malaltia espiritual (causada per l'orgull d'Adam i Eva), que cal curar. Un d'aquest teòleg dona la seva interpretació de la teologia occidental de la següent manera: "Segons els sants pares de l'Església, no hi ha un paradís no creat i un infern creat, com ensenya la tradició franco-llatina". L'Església oriental creu que l'infern o la condemnació eterna i el cel existeixen i són el mateix lloc, que és estar amb Déu, i que el mateix amor diví (les energies no creades de Déu) que és una font de felicitat i consol per als justos (perquè estimar Déu, el seu amor és el cel per a ells) també és una font de turments (o un "llac de foc") per als pecadors (perquè no estimen Déu, sentiran el seu amor d'aquesta manera). L'Església occidental parla del cel i de l'infern com a estats d'existència més que com a llocs, mentre que en l'ortodòxia oriental no hi ha infern per se, hi ha condemnació o càstig a l'eternitat pel rebuig de la gràcia de Déu.

### Governança
L'Imperi Romà d'Orient era una teocràcia; l'emperador era l'autoritat suprema tant de l'església com de l'estat. "El rei no és Déu entre els homes, sinó el virrei de Déu. No és el logos encarnat, sinó que té una relació especial amb el logos. Ha estat nomenat especialment i és contínuament inspirat per Déu, l'amic de Déu, l'intèrpret de la Paraula de Déu. Els seus ulls miren cap amunt per rebre els missatges de Déu. Ha d'estar envoltat de la reverència i la glòria que correspon a la còpia terrenal de Déu; govern terrenal segons el patró de l'original diví, trobant força en la seva conformitat amb la monarquia de Déu'". A Orient, l'aprovació del cesaropapisme, la subordinació de l'església a les reivindicacions religioses de l'ordre polític dominant, es va fer més evident a l'Imperi Romà d'Orient al final del primer mil·lenni, mentre que a Occident, on la decadència de l'autoritat imperial va deixar l'Església relativament independent, es va produir el creixement del poder del papat. Com a conseqüència de les conquestes musulmanes dels territoris dels patriarcats d'Alexandria, Antioquia i Jerusalem, només quedaren dos centres poderosos rivals d'autoritat eclesiàstica, Constantinoble i Roma. Fins que això no passés, Roma sovint intentava actuar com a mediadora neutral en les disputes entre els patriarcats orientals.
A la cristiandat oriental, es diu que l'ensenyament de la supremacia papal es basa en les decretals pseudo-isidorianes, documents atribuïts als primers papes però realment falsificats, probablement al segon quart del segle ix, amb l'objectiu de defensar la posició dels bisbes contra els metropolitans i les autoritats seculars. L'Orient Ortodox contesta l'ensenyament que Pere era el patriarca de Roma, un títol que tampoc no li dona Occident. Les primeres fonts, com sant Ireneu, es poden interpretar com descrivint el Linus com el primer bisbe de Roma i Anaclet el segon. El Diccionari d'Oxford dels Papes afirma: "A finals del segle ii o principis del III la tradició va identificar Pere com el primer bisbe de Roma. Aquest va ser un desenvolupament natural una vegada es va fer l'episcopat monàrquic, és a dir, el govern de l'església local per part d'un sol bisbe, diferent d'un grup dels bisbes prevere, va sorgir finalment a Roma a mitjans del segle ii, però, la tradició anterior, que situava Pere i Pau en una classe a part, ja que eren els pioners que junts van establir l'església romana i el seu ministeri, mai no es va perdre de vista." Sant Pere va ser, segons la tradició, bisbe d'Antioquia en un moment donat, i després va ser succeït per Evodi i Ignasi. Els ortodoxos orientals no tenen la primacia del papa de Roma sobre l'església oriental; ensenyen que el Papa de Roma és el primer entre iguals. Els primers set concilis ecumènics es van celebrar a l'Est i van ser convocats pels emperadors orientals; els pontífexs romans mai en van presidir cap.

## Història
El cisma entre els cristians de la Mediterrània occidental i oriental va resultar d'una varietat de factors polítics, culturals i teològics que van transcórrer al llarg de segles. Els historiadors consideren les excomunions mútues de 1054 com l'esdeveniment terminal. És difícil acordar una data per a l'esdeveniment on l'inici del cisma era evident. Pot haver començat ja en la controvèrsia de Quartodecimana a l'època de Víctor de Roma (c. 180). Els apologistes ortodoxos assenyalen aquest incident com un exemple de reclamacions de Roma sobre la primacia papal i el seu rebuig per part de les esglésies orientals.
Els cismes esporàdics en les unions comunes van tenir lloc sota el papa Damas I als segles IV i V. Les disputes sobre qüestions teològiques i altres van conduir a cismes entre les esglésies de Roma i Constantinoble durant 37 anys des del 482 al 519 (el cisma acacià). La majoria de les fonts coincideixen que la separació entre Orient i Occident és clarament evident pel cisma de Foci de 863 a 867.

### Reclamacions de la Seu de Roma
Tot i que l'església de Roma reclamava una autoritat especial sobre les altres esglésies, els documents existents d'aquella època no donen "cap pretensió clara ni reconeixement de la primacia papal".
Cap a finals del segle II Víctor, el bisbe de Roma, va intentar resoldre la controvèrsia de Quartodeciman. La qüestió era si celebrar la pasqua simultàniament amb la pasqua jueva, com feien els cristians de la província romana d'Àsia, o esperar fins al diumenge següent, tal com van decretar els sínodes celebrats en altres províncies orientals, com els de Palestina i el Pont, els actes dels quals encara existien a l'època d'Eusebi i a Roma. El papa va intentar excomunicar les esglésies d'Àsia, que es va negar a acceptar l'observança el diumenge. Altres bisbes el van retreure que ho fes. Laurent Cleenewerck comenta:
| « | Evidentment, Víctor va reclamar una autoritat superior, probablement de Sant Pere, i va decidir - o almenys "va intentar" excomunicar a tot un grup d'esglésies perquè seguien una tradició diferent i es negaven a conformar-se. Per tant, es podria argumentar que el Gran cisma va començar amb Víctor, va continuar amb Esteve i va romandre sota terra fins al segle IX. Però la pregunta és la següent: fins i tot si Víctor no actuava amb prudència, no tenia el poder de "tallar Esglésies senceres"? Això és el que argumenten els catòlics romans amb la implicació que aquesta excomunió seria ontològicament significativa i posaria a algú "fora de l'Església catòlica". Tot i així, no veiem que els bisbes “implorin”, sinó que “retreuen bruscament” i “amonesten” Víctor. Per això, en última instància, les seves cartes d'excomunió no van tenir efecte. No obstant això, és possible llegir al relat d'Eusebi la possibilitat que sant Ireneu reconegués que Víctor podia "tallar Esglésies senceres" i que aquesta excomunió hauria estat ontològicament significativa... Al final, va caldre una mica de paciència i un Concili Ecumènic per aconseguir allò que Víctor no podia aconseguir amb la seva amenaça d'excomunió. | » |

Tot i el fracàs de Víctor en la seva intenció d'excomunicar les esglésies asiàtiques, molts apologistes catòlics assenyalen aquest episodi com a prova de la primacia i l'autoritat papals a l'església primitiva, citant el fet que cap dels bisbes va desafiar el seu dret a excomunicar, sinó que va qüestionar saviesa i caritat de la seva acció.
Sovint es va buscar l'opinió del bisbe de Roma, sobretot quan els patriarques de la Mediterrània oriental estaven tancats en una disputa contundent. Tanmateix, l'opinió del bisbe de Roma no va ser acceptada de cap manera automàticament. Els bisbes de Roma mai no van pertànyer, òbviament, ni a les escoles de teologia antioquiana ni a l'alexandrina i, en general, van aconseguir dirigir un curs mitjà entre els extrems que els teòlegs de qualsevol de les dues escoles proposaven. Com que Roma estava allunyada dels centres del cristianisme a la Mediterrània oriental, sovint s'esperava que el seu bisbe fos més imparcial. Per exemple, el 431, Ciril, el patriarca d'Alexandria, va apel·lar al Papa Celestí I, així com els altres patriarques, acusant el patriarca de Constantinoble Nestori d'heretgia, que es va tractar al Concili d'Efes.
El 342 el Papa Juli I va escriure: "El costum ha estat que la paraula ens hagi estat escrita primer [en el cas dels bisbes acusats, i sobretot a les esglésies apostòliques], i després que es dictés una sentència justa des d'aquest lloc". Això també va ser decretat pel Concili de Sardica, que va declarar Sant Atanasi d'Alexandria bisbe lícit d'Alexandria.
El 382, un sínode a Roma va protestar contra l'elevació de Constantinoble a una posició superior a la d'Alexandria i va parlar de Roma com "la seu apostòlica". El Papa Sirici (384-399) va reclamar per als decretals papals la mateixa força obligatòria que les decisions dels sínodes, el Papa Innocenci I (401-417) va dir que tots els principals casos judicials haurien de ser reservats a la seu de Roma i el Papa Bonifaci I (418–422) va declarar que l'església de Roma és "les esglésies de tot el món com a cap dels seus membres" i que els bisbes de tot arreu, mentre ocupen el mateix càrrec episcopal, han de "reconèixer aquells a qui, per bé de disciplina eclesiàstica, haurien d'estar subjectes". Celestí I (r. 422-432) va considerar que la condemna de Nestori pel seu propi sínode romà el 430 era suficient, però va consentir el consell general com a "beneficiós per manifestar la fe". El Papa Lleó I i els seus successors van rebutjar el cànon 28 del Concili de Calcedònia, com a conseqüència del qual no es va registrar oficialment ni a Orient fins al segle vi. El cisma acaci, quan, "per primera vegada, Occident s'alinea contra l'est de manera clara", va acabar amb l'acceptació d'una declaració insistida pel Papa Hormisdes (514-523) que "espero romandre en comunió amb la seu apostòlica en la qual es troba tota, veritable i perfecta estabilitat de la religió cristiana". Anteriorment, el 494, el Papa Gelasi I (492-496) va escriure a l'emperador romà Anastasi I Dicor distingint el poder dels governants civils del dels bisbes (anomenats "sacerdots" al document), amb aquest últim suprem en matèria religiosa; va acabar la seva carta amb: "I si convé que els cors dels fidels se sotmetin a tots els sacerdots en general que administrin adequadament els assumptes divins, quant més obediència es deu al bisbe de la seu a la qual l'Oltíssim Alt va ordenar ser per sobre de tots els altres, i que, per tant, és honradament honrat per la devoció de tota l'Església." El Papa Nicolau I (858-867) va deixar clar que creia que el poder del papat s'estenia "per tota la terra, és a dir, per sobre de totes les esglésies".

### Reclamacions de la Seu de Constantinoble

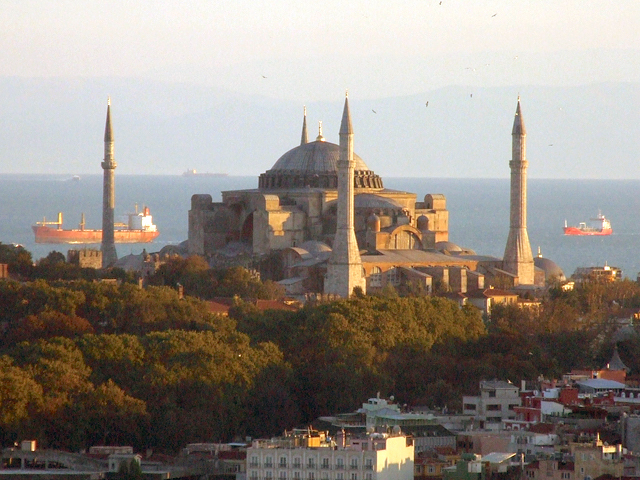
Hagia Sophia, la catedral de Constantinoble en el moment del cisma

El 330, l'emperador Constantí va traslladar la capital imperial a Bizanci, que més tard es va convertir en Constantinoble. Es va reconèixer plenament que el centre de gravetat de l'imperi s'havia traslladat completament a la Mediterrània oriental. Roma va perdre el Senat contra Constantinoble i va perdre el seu estatus i gravitas com a capital imperial.
El bisbe de Bizanci estava sota l'autoritat del metropolità d'Heraclea quan Constantí s'hi va instal·lar. A partir de llavors, la connexió del bisbe amb la cort imperial va fer que pogués alliberar-se de la dependència eclesiàstica d'Heraclea i en poc més de mig segle per obtenir el reconeixement del rànquing després de Roma del Primer Concili de Constantinoble (381), celebrat a la nova capital. Va decretar: "El bisbe de Constantinoble, però, tindrà la prerrogativa d'honor després del bisbe de Roma; perquè Constantinoble és la Nova Roma", elevant-lo així per sobre de les seus d'Alexandria i Antioquia. S'ha descrit això com la sembra de la rivalitat eclesiàstica entre Constantinoble i Roma que va ser un factor que va conduir al cisma entre Orient i Occident. El lloc web de l'Església Ortodoxa d'Amèrica diu que el bisbe de Bizanci va ser elevat a patriarca ja en temps de Constantí.
La desunió a l'Imperi Romà va contribuir a la desunió a l'Església. Teodosi el Gran, que el 380 va establir el cristianisme nicè com la religió oficial de l'Imperi Romà (vegeu Edicte de Tessalònica), va ser l'últim emperador que va governar un imperi romà unit. Després de la mort de Teodosi el 395, l'Imperi es va dividir per última vegada en meitats occidentals i orientals. Al segle iv, l'emperador romà (que regnava a Constantinoble) va començar a controlar l'Església al seu territori.
Els patriarques de Constantinoble sovint intentaven adoptar una posició de comandament sobre els altres patriarques, provocant la seva resistència. Per exemple, el 431 el patriarca Ciril d'Alexandria va acusar d'heretgia el patriarca Nestori de Constantinoble.
Les objeccions d'Alexandria a la promoció de Constantinoble, que van conduir a una lluita constant entre les dues seus a la primera meitat del segle v, van ser recolzades per Roma, que va proposar la teoria que les seus més importants eren les tres petrines, de Roma, Antioquia i Alexandria, amb Roma en primer lloc.
No obstant això, el poder del patriarca de Constantinoble va continuar creixent. Els ortodoxos orientals afirmen que el 28è cànon del Concili de Calcedònia (451) va proclamar explícitament la igualtat dels bisbes de Roma i Constantinoble i que va establir el màxim tribunal d'apel·lació eclesiàstica de Constantinoble. El patriarca de la capital imperial va aconseguir els seus esforços per convertir-se en el primer bisbe de l'Imperi Romà d'Orient: "dirigia una vasta cúria i altres bisbes que residien a Constantinoble constituïen un sínode permanent, que es va convertir en el veritable òrgan de govern de l'església".
El patriarca Joan IV de Constantinoble, que va morir el 595, va assumir el títol de "patriarca ecumènic".
La idea que, amb el trasllat de la capital imperial de Roma a Constantinoble, també es va transferir la primacia a l'Església, es troba en forma no desenvolupada ja en Joan Filopó (vers 490 - vers 570). Va ser enunciada en la seva forma més avançada per Foci I de Constantinoble (cap al 810 - cap al 893). Constantinoble, com a seu del governant de l'imperi i, per tant, del món, era la més alta entre els patriarcats i, com l'emperador, tenia el dret de governar-los.

### Concili de Nicea (325)

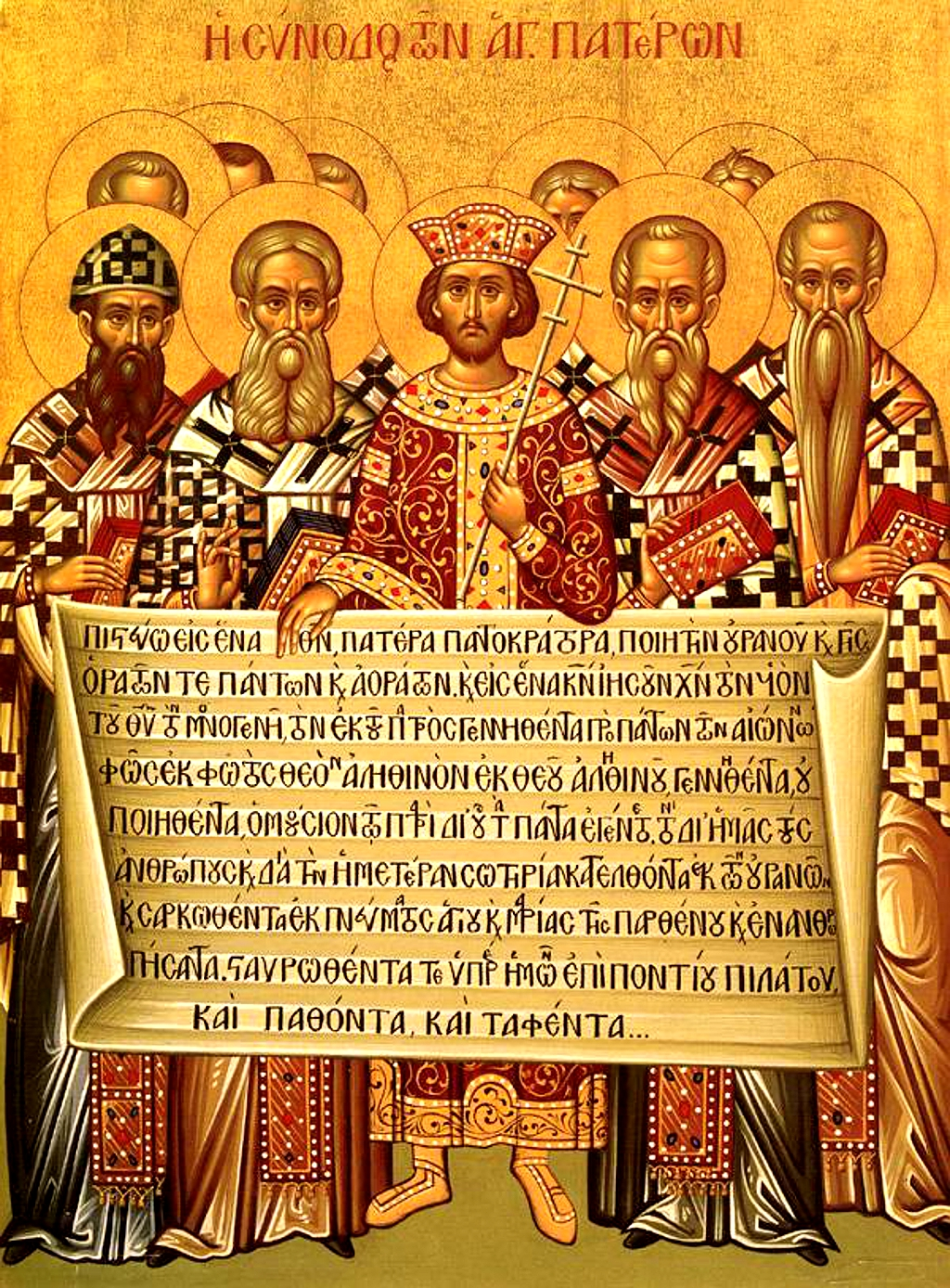
Icona que representa l'emperador Constantí (centre) i els bisbes del Primer Concili de Nicea (325) que mostren el credo niceno-constantinopolità del 381

Després que l'emperador romà Constantí el Gran legalitzés el cristianisme (amb l'edicte de Milà), va convocar el Primer Concili Ecumènic a Nicea el 325. Els bisbes del concili van confirmar la posició de les seus metropolitanes de Roma i Alexandria amb autoritat fora de la seva província, i també els privilegis existents de les esglésies d'Antioquia i les altres províncies. Aquestes seus es van anomenar posteriorment Patriarcats. A aquests se'ls va donar un ordre de precedència: Roma, com a capital de l'imperi, va rebre naturalment el primer lloc, després van venir Alexandria i Antioquia. En un cànon separat, el Consell també va aprovar l'honor especial atorgat a Jerusalem sobre altres seus sotmeses al mateix metropolità.

### Primer Concili de Constantinoble (381)
Més informació: Patriarcat
l'emperador romà dominat Teodosi I el Gran va convocar el segon concili ecumènic (Constantinoble I) a la capital imperial el 381. El concili va elevar la seu de Constantinoble a una posició per davant de les altres seus metropolitanes principals, excepte la de Roma, elevant-la per sobre de les d'Alexandria i Antioquia. Aquesta acció s'ha descrit com la sembra de la llavor per a la rivalitat eclesiàstica entre Constantinoble i Roma, que va ser finalment un factor que va conduir al cisma entre Orient i Occident. El concili va esmentar les esglésies de les diòcesis civils d'Àsia, Pont i Tràcia, decretant que el sínode de cada província hauria de gestionar solament els assumptes eclesiàstics d'aquesta província, llevat dels privilegis ja reconeguts per a les seus d'Alexandria i Antioquia.
Cap bisbe occidental va assistir al concili i no hi va haver cap llegat del bisbe de Roma. L'Església llatina va reconèixer el concili com a ecumènic a mitjans del segle vi.

### Calcedònia (451)
El tom de Lleó de Roma (449) va ser molt apreciat i va constituir la base per a la formulació del Consell de Calcedònia. Però no va ser acceptat universalment i fins i tot va ser qualificat de "impi" i "blasfem" pels qui van condemnar el consell que ho va aprovar i va acceptar. El següent concili ecumènic va corregir un possible desequilibri en la presentació del papa Lleó. Tot i que el bisbe de Roma va ser ben respectat fins i tot en aquesta primera data, l'Orient sosté que el concepte de la primacia de la seu romana i la infal·libilitat papal només es van desenvolupar molt més tard.
El disputat cànon 28 del Concili de Calcedònia el 451, que confirmava l'autoritat que ja tenia Constantinoble, va atorgar la seva jurisdicció a l'arquebisbe sobre el Pont i Tràcia.
El consell també va ratificar un acord entre Antioquia i Jerusalem, pel qual Jerusalem tenia jurisdicció sobre tres províncies, comptabilitzant-lo entre les cinc grans seus. Tal com es va interpretar, ara hi havia cinc patriarques que presidien l'Església dins de l'Imperi Romà d'Orient, en el següent ordre de precedència: el Patriarca de Roma, el Patriarca de Constantinoble, el Patriarca d'Alexandria, el Patriarca d'Antioquia i el Patriarca de Jerusalem.
Tot i que Lleó I, els delegats del qual estaven absents quan es va aprovar aquesta resolució, va reconèixer el concili com a ecumènic i va confirmar els seus decrets doctrinals, va rebutjar el seu cànon 28 en considerar que infringia el sisè cànon de Nicea i infringia els drets d'Alexandria i Antioquia.
Aquest cànon seguiria sent una font constant de friccions entre Orient i Occident fins que les mútues excomunions del 1054 el fessin irrellevant en aquest sentit; però continua la controvèrsia sobre la seva aplicabilitat a l'autoritat del patriarcat de Constantinoble.
El mateix cànon en disputa també reconeixia l'autoritat de Constantinoble sobre els bisbes de les diòcesis "entre els bàrbars", que s'ha interpretat de manera diversa com a referent a totes les àrees fora de l'Imperi Romà d'Orient o només a les que es troben a la rodalia del Pont, Àsia i Tràcia o no grecs a l'imperi.
El cànon 9 del Consell també va declarar: "Si un bisbe o clergue hauria de diferenciar-se del metropolità de la província, que recorre a l'exarca de la diòcesi o al tron de la ciutat imperial de Constantinoble, i deixi allà es provarà ". Això s'ha interpretat com a conferir a la seu de Constantinoble un privilegi més gran que el que qualsevol concili va donar a Roma o com a significat molt inferior a aquest.

### Separació d'Occident de l'Imperi Romà
El 476, quan es va destituir l'últim emperador de la part occidental de l'Imperi Romà i es van enviar les insígnies imperials occidentals a Constantinoble, hi va haver una vegada més un únic emperador romà. Tanmateix, tenia poc poder a Occident, governat gairebé per complet per diverses tribus germàniques. Segons l'opinió de Randall R. Cloud, la separació permanent de l'orient grec de l'occident llatí va ser "la raó fonamental de l'allunyament que aviat va seguir entre els cristians grecs i llatins".
La llengua dominant d'Occident era el llatí, mentre que la d'orient era el grec. Poc després de la caiguda d'Occident als invasors, el nombre d'individus que parlaven les dues llengües va disminuir i la comunicació entre Orient i Occident es va fer molt més difícil. Amb la unitat lingüística desapareguda, la unitat cultural també va començar a esmicolar-se. Les dues meitats de l'Església es dividien naturalment en línies similars; desenvolupaven diferents ritus i tenien diferents enfocaments de les doctrines religioses. Tot i que el cisma encara estava a segles de distància, els seus contorns ja eren perceptibles.
A les zones sota el seu control, Justinià I va establir el cesaropapisme com a constitució de l'Església en un esquema segons el qual l'emperador “tenia el dret i el deure de regular per les seves lleis el més mínim detall del culte i la disciplina, i també de dictar les opinions que es faran a l'Església". Segons el Diccionari de termes teològics de Westminster, aquest cesaropapisme va ser "una font de contenció entre Roma i Constantinoble que va conduir al cisma de 1054". Es necessitava l'aprovació explícita de l'emperador a Constantinoble per a la consagració dels bisbes dins de l'imperi. Durant el període anomenat papat bizantí, això s'aplicava als bisbes de Roma, la majoria dels quals eren d'origen grec o sirià. El ressentiment a Occident contra la governació de l'Església per part de l'emperador romà d'Orient es mostra ja al segle vi, quan " es preferia la tolerància del rei gòtic arrià a les reivindicacions dels cesaropapistes de Constantinoble". Els orígens de les diferents actituds a Occident i Orient de vegades es remunten fins a Agustí d'Hipona, que "veia la relació entre l'església i l'estat com una tensió entre la "ciutat de Déu" i la "ciutat del món", i Eusebi, que "va veure l'estat com el protector de l'església i l'emperador com a vicari de Déu a la terra".

### Declivi de tres patriarcats
Cap al 661, els àrabs musulmans havien pres els territoris assignats als patriarcats d'Alexandria, Antioquia i Jerusalem, que després no es van recuperar mai més que parcialment i temporalment. El 732, l'emperador Lleó III l'Isàuric, en venjança de l'oposició del Papa Gregori III a les polítiques iconoclastes de l'emperador, va transferir Sicília, Calàbria i Il·líria del patriarcat de Roma (la jurisdicció de la qual fins llavors s'estenia fins a l'est de Tessalònica) a la de Constantinoble. El Patriarcat de Constantinoble, després d'expandir-se cap a l'est en el moment del Concili de Calcedònia per prendre el Pont i la província romana d'Àsia, que en aquell moment encara estaven sota el control de l'emperador, es va expandir igualment cap a l'oest i va ser pràcticament coextensiu amb l'Imperi Romà d'Orient.

### Concili a Trullo (Quinisext, 692)
El rebuig d'Occident del Concili Quintisext del 692 va provocar pressions de l'Imperi d'Orient sobre Occident perquè rebutgessin molts costums llatins com a no ortodoxos. Les pràctiques llatines que havia aconseguit l'atenció dels altres patriarcats i que havien estat condemnades per aquest Concili incloïen la pràctica de celebrar missa els dies de setmana durant la quaresma (en lloc de tenir Litúrgies pre-santificades); dejuni els dissabtes de tot l'any; l'omissió de l'Al·leluia a la Quaresma; representar a Crist com un anyell; utilitzar pa sense llevat. Es van revelar disputes més grans sobre les actituds orientals i occidentals cap al celibat per a sacerdots i diaques, amb el Concili que va afirmar el dret dels homes casats a convertir-se en sacerdots (tot i que prohibia casar-se als sacerdots i prohibia als bisbes viure amb les seves dones) i prescrivint la deposició per a qualsevol persona que intentés separar un clergue que no fos un bisbe de la seva dona, o per a qualsevol clergue que no fos un bisbe que la destituís.
El Papa Sergi I, que tenia ascendència siriana, va rebutjar el concili. L'emperador Justinià II va ordenar la seva detenció, però això va ser frustrat.
El 694 a la Hispània visigòtica, el concili fou ratificat pel Divuitè Concili de Toledo a instàncies del rei, Vítiza. Fruela I d'Astúries va invertir la decisió de Toledo en algun moment del seu regnat (757-768).

### Supremacia papal i Pentarquia
Les causes principals del cisma van ser les disputes sobre reclamacions de jurisdicció conflictives, en particular sobre l'autoritat papal (el Papa Lleó IX va afirmar que tenia autoritat sobre els quatre patriarques orientals) i sobre la inserció de la clàusula Filioque en el Credo de Nicea pel patriarca occidental el 1014. Avui, els ortodoxos orientals afirmen que el cànon 28 del Concili de Calcedònia va proclamar explícitament la igualtat dels bisbes de Roma i de Constantinoble i que va establir el màxim tribunal d'apel·lació eclesiàstica de Constantinoble. El cànon 7 del Concili d'Efes va declarar:
| «                                                                              | És il·legal que qualsevol home presenti, escrigui o composi una fe diferent (ἑτέραν) com a rival a la que van establir els sants pares reunits amb l'Esperit Sant a Nicea. Però aquells que s'atreveixin a compondre una fe diferent o a presentar-la o oferir-la a persones que desitgin recórrer al reconeixement de la veritat, ja sigui del paganisme o del judaisme, o de qualsevol heretgia, seran destituïdes, si són bisbes o clergues; bisbes de l'episcopat i clergues del clergat; i si són laics, seran anatemitzats | » |
| — Schaff 1916, Ch. IV The Council of Ephesus, Session I Extracts from the Acts | |   |

Els ortodoxos orientals afirmen avui que aquest cànon del Concili d'Efes prohibia explícitament la modificació del Credo Niceno elaborat pel primer concili ecumènic el 325, la redacció del qual, segons es diu, però no la substància, havia estat modificada pel segon concili ecumènic, fent addicions com ara "qui procedeix del Pare".
Els ortodoxos orientals argumenten que el cànon 7 del Primer Concili d'Efes prohibia explícitament la modificació del Credo Nicè per part de qualsevol home (no pel concili ecumènic de l'església) elaborat pel primer Concili Ecumènic el 325. En realitat, el Concili no va fer cap excepció un concili ecumènic o qualsevol altre cos de bisbes, i els grecs que participaven al Concili de Florència van negar emfàticament que fins i tot un concili ecumènic tingués el poder d'afegir res al credo El credo citat a les Actes del Concili d'Efes de 431 (el tercer concili ecumènic) és el del primer concili ecumènic sense les modificacions que el segon concili ecumènic, celebrat a Constantinoble el 381, s'entén que hi va fer, com ara l'addició de "qui procedeix del Pare" Els teòlegs ortodoxos orientals afirmen que aquest canvi de la redacció del credo original de les esglésies es va fer per abordar diversos ensenyaments fora de l'església —específicament, el de Macedoni I de Constantinoble, que el concili va afirmar que era una distorsió de l'ensenyament de l'església sobre l'Esperit Sant. Això no va suposar un canvi de l'ortodòxia del credo original de les esglésies. Així, la paraula ἑτέραν del setè cànon del concili d'Efes posterior s'entén com a "diferent" o "contradictori" i no "un altre" en el sentit de meres addicions explicatives al credo ja existent.Alguns erudits consideren que les addicions atribuïdes al Primer Concili de Constantinoble només es van adoptar amb el Concili de Calcedònia del 451, 20 anys després del d'Efes, i fins i tot que el Concili d'Efes, en què la influència alexandrina era dominant, per aquest cànon excloïa el Credo Constantinopolita, que finalment va annexionar el nom i la fama del credo adoptat a Nicea.

### Problemes de filioque i primacia (867-879)
Es van celebrar tres concilis, dos per Constantinoble, un per Roma. Roma va intentar substituir un patriarca assegut per un altre susceptible a la disputa de la Filioque. Els ortodoxos van respondre denunciant la substitució i excomunicant al papa convocant el concili romà, denunciant l'intent del papa de controlar els assumptes fora de la competència de Roma i denunciant l'afegit de Filioque com a heretgia. Cada església reconeix els seus propis concilis com a legítims i no reconeix els concilis de l'altra.

### Excomunió mútua del 1054

Els canvis en l'extensió de l'Imperi van governar des de Constantinoble.
476 Fi de l'Imperi d'Occident; 550 conquestes de Justinià I; 717 Adhesió de Lleó Isaurià; 867 Adhesió de Basili I; 1025 Mort de Basili II; 1095 Eva de la primera croada; 1170 Sota Manuel I; 1270 Sota Miquel VIII Paleòlegs; 1400 Abans de la caiguda de Constantinoble

Es van celebrar tres concilis, dos per Constantinoble, un per Roma. Roma va intentar substituir un patriarca assegut per un altre susceptible a la disputa de la Filioque. Els ortodoxos van respondre denunciant la substitució i excomunicant al papa convocant el concili romà, denunciant l'intent del papa de controlar els assumptes fora de la competència de Roma i denunciant l'afegit de Filioque com a heretgia. Cada església reconeix els seus propis concilis com a legítims i no reconeix els concilis de l'altra.
El 1053 Lleó d'Ocrida, segons la instigació, segons J. B. Bury, del patriarca Miquel Cerulari de Constantinoble, va escriure al bisbe Joan de Trani una carta destinada a tots els bisbes llatins, inclòs el papa, en què atacava Occidental pràctiques com l'ús de pa sense llevat per a l'eucaristia i regles de dejuni que difereixen de les de Constantinoble, mentre el mateix Cerulari va tancar totes les esglésies llatines de Constantinoble.
El 1053 es va fer el primer pas del procés que va conduir a un cisma formal: Lleó IX va fer que les esglésies gregues del sud d'Itàlia haguessin de seguir les pràctiques llatines o tancar. Com a represàlia, Miquel Cerulari va ordenar el tancament de totes les esglésies llatines de Constantinoble.
Aprofitant una expedició militar al sud d'Itàlia contra els normands celebrà un sínode, tot i que aquesta es trobava tradicionalment sota la jurisdicció del patriarcat de Constantinoble. El patriarca Miquel Cerulari, un fanàtic de ment estreta, en assabentar-se que els normands imposaven els costums llatins a les esglésies gregues del sud d'Itàlia, ordenà que les esglésies de ritus llatí de Constantinoble s'adoptessin els costums grecs, fent-les clausurar quan no ho fessin.
Com a resposta, Lleó IX va escriure la carta In terra pax del 2 de setembre de 1053, dirigida a Cerulari i Lleó d'Ocrida, en què parla llargament dels privilegis atorgats a través de Sant Pere a la seu de Roma. En una de les 41 seccions de la seva carta també parla de privilegis atorgats pels emperadors, citant el document de la Donació de Constantí, que creia que era genuí (secció 20). Alguns erudits diuen que aquesta carta mai no es va enviar, sinó que va ser deixada de banda i que la resposta papal realment enviada va ser la carta més suau, però encara dura, Scripta tuae de gener de 1054.
En conseqüència, les cartes conciliadores, els textos de les quals no s'han conservat, van ser escrites al papa per l'emperador i Cerulari. En la seva resposta de gener de 1054 a l'emperador, Quantas gratias, Lleó IX demana la seva ajuda contra els normands i es queixa del que el papa va veure com l'arrogància de Cerulari. En la seva resposta a Caerulari, va reprovar el patriarca per haver intentat sotmetre els patriarques d'Alexandria i Antioquia a si mateix i adoptar el títol de patriarca ecumènic i va insistir en la primacia de la seu de Roma.
Aquestes dues cartes van ser confiades a una delegació de tres llegats. Lleó envià a Constantinoble els tres eclesiàstics més radicalment antigrecs, encapçalats pel cardenal Humbert de Moyenmoutier., gens diplomàtic, que incloïa també Frederic de Lorena, que era secretari papal i cardenal diaca de Santa Maria in Domnica, i Pere, arquebisbe d'Amalfi. En arribar a Constantinoble s'assabentaren de la mort de Lleó, quedant privat de tot status oficial com a representants oficials del papa difunt i en situació de sede vacante. En comptes de tornar-se'n a Roma, es quedaren a Constantinoble. L'emperador els va donar amistat i suport, però el patriarca els va rebutjar; i els llegats actuaren cada cop de manera més arbitrària i arrogant. Finalment, el 16 de juliol de 1054, tres mesos després de la mort del papa Lleó l'abril de 1054 i nou mesos abans que el següent papa prengués possessió del càrrec, van posar sobre l'altar de Santa Sofia, que estava preparat per a la celebració de la Divina Litúrgia, una butlla d'excomunió de Cerulari i els seus partidaris. En un sínode celebrat el 20 de juliol de 1054, Cerulari va excomunicar al seu torn els llegats.. En realitat, només Miquel podria haver estat excomunicat juntament amb els seus seguidors que vivien aleshores.
En el moment de les excomunions, molts historiadors contemporanis, inclosos els cronistes romans d'Orient, no van considerar l'esdeveniment significatiu.
Els segles posteriors van fer esforços per emperadors, papes i patriarques per curar la fractura entre les esglésies. Tot i això, diversos factors i esdeveniments històrics van treballar per ampliar la separació al llarg del temps.
Als primers set concilis ecumènics havien assistit prelats tant orientals com occidentals; però les diferències cada cop més àmplies en qüestions doctrinals, teològiques, lingüístiques, polítiques i geogràfiques finalment resultaren en denúncies i excomunions mútues. Amb les excomunions llançades per Lleó i Miquel esclatà el Cisma Est-Oest.
Si bé la situació estava molt malmesa, els emissaris sense poder d'un papa mort van emprar un instrument tant inapropiat com no-canònic: l'excomunió, tant la llatina com la grega, queia només sobre la persona i no pas sobre tota l'Església. Tot es podria haver rescindit més endavant, però no va ser fins al Concili Vaticà II que començà a haver un apropament real.

### Orient i Occident des de 1054
"Fins i tot després de 1054 les relacions amistoses entre Orient i Occident van continuar. Les dues parts de la cristiandat no eren encara conscients d'un gran abisme de separació entre elles ... La disputa seguia sent una cosa que els cristians ordinaris d'Orient i Occident ignoraven en gran manera".
No hi va haver cap esdeveniment que marqués el desglossament. Més aviat, les dues esglésies van caure dins i fora del cisma durant diversos segles, marcats per reconciliacions temporals.
L’Església es va dividir en línies doctrinals, teològiques, lingüístiques, polítiques i geogràfiques i la bretxa fonamental mai no s'ha curat, amb les parts acusant de vegades l'altra de caure en heretgia i iniciar la divisió. La imposició de patriarques llatins va dificultar la reconciliació. L'establiment de jerarquies llatines als estats croats significava que hi havia dos reclamants rivals a cadascuna de les seus patriarcals d'Antioquia, Constantinoble i Jerusalem, cosa que deixava clara l'existència del cisma.

### Tensions sectàries a l'Imperi Romà d'Orient als seglesxiixii
A partir de finals del segle xi, la dependència de l'Imperi Romà d'Orient de les marines de la República de Venècia i, en menor mesura, de les de Gènova i Pisa, va conduir al predomini dels comerciants catòlics a Constantinoble, que tenien va rebre importants concessions comercials des de la dècada de 1080, cosa que va provocar un trasbals econòmic i social. Juntament amb la suposada arrogància dels italians, va alimentar el ressentiment popular entre les classes mitjanes i baixes, tant al camp com a les ciutats.
A la segona meitat del segle xii, la rivalitat pràcticament incontrolable entre els competidors de les diferents ciutats-estat es va convertir fins al punt que els italians van atacar els barris d'altres italians a la capital, i les mesures draconianes de represàlia de les autoritats romanes d'Orient van provocar el deteriorament de relacions interreligioses a la ciutat.
Quan el 1182 la regència de l'emperadriu mare, Maria d'Antioquia, francesa ètnica coneguda pel favoritisme mostrat als comerciants llatins i als grans propietaris de terres aristocràtiques, va ser deposada per Andrònic I Comnè arran del suport popular, el nou emperador va permetre màfies per massacrar els odiats estrangers. En endavant, la política exterior romana d'Orient es percebia invariablement com a sinistra i antillatina a Occident.

### Quarta Croada (1204) i altres conflictes militars
La Quarta Croada fou l'acte final que segellà irremeiablement el Gran Cisma d'Orient entre l'Església Ortodoxa i Església Catòlica Romana. Promoguda pel papa Innocenci III amb la intenció originària d'alliberar Terra Santa mitjançant una invasió des d'Egipte; però en el transcurs de la mateixa, els croats llatins i els comerciants venecians van saquejar la mateixa Constantinoble (1204), saquejant l'Església de la Sagrada Saviesa i diversos altres llocs sagrats ortodoxos, i convertint-los al culte catòlic llatí. Els croats normands també van destruir la Biblioteca Imperial de Constantinoble, l'emperador romà d'Orient Aleix IV Àngel va fugir de Constantinoble en compte de fer front a l'exèrcit croat i Constantí Làscaris va ser coronat en la basílica de Constantinoble, però poc després, junt amb el seu germà Teodor, gendre d'Aleix III Àngel, va haver de fugir a la ciutat de Nicea, actual Iznik a Bitínia, en comprendre que la situació a Constantinoble resultava insostenible. Teodor va substituir poc després el seu germà en el tron amb el nom de Teodor I Làscaris. Els croats també van nomenar un patriarca llatí de Constantinoble; La conquesta de Constantinoble i el tractat final va establir l'Imperi Llatí d'Orient i el Patriarcat Llatí de Constantinoble (amb diversos altres estats croats), el que va causar l'allunyament terminant i l'animadversió del Patriarcat Ortodox de Constantinoble pel que fa a la cristiandat llatina, i Teodor va tractar de reforçar els seus drets nomenant Miquel IV Autorià com a nou Patriarca de Constantinoble a Nicea, que aviat es va convertir en el líder de l'Església Ortodoxa en no tenir oposició, i el fet de ser la seu del Patriarcat va fer que assegurés les aspiracions de Teodor com a hereu de l'Imperi Romà d'Orient. El 1208, sentint-se segur, es va confirmar com a emperador coronant-se a Nicea. Més tard es van arribar a vendre alguns artefactes religiosos a Europa per finançar o finançar l'Imperi Llatí, com quan l'emperador Balduí II de Constantinoble (r 1228-1261) va vendre la relíquia de la Corona d'Espines mentre a França intentava recaptar nous fons per mantenir la seva presa de Constantinoble. El 1261, l'emperador romà d'Orient, Miquel VIII Paleòleg va posar fi a l'Imperi llatí. Tanmateix, l'atac occidental al cor de l'Imperi Romà d'Orient és vist com a factor que va portar finalment a la seva conquesta per part dels musulmans otomans al segle xv. Molts estudiosos creuen que el saqueig de Constantinoble el 1204 va contribuir més al cisma que els esdeveniments de 1054.
Al nord d'Europa, els cavallers teutònics, després dels èxits dels segles XII i XIII a les Croades del Nord, van intentar (1240) conquerir les repúbliques russes ortodoxes orientals de Pskov i Novgorod, empresa una mica avalada pel Papa Gregori IX (r. 1227-1241). Una de les principals derrotes que van patir els cavallers teutònics va ser la batalla del gel el 1242. La Suècia catòlica també va emprendre diverses campanyes contra el Novgorod ortodox. També hi va haver conflictes entre la Polònia catòlica i la Rússia ortodoxa, que va ajudar a solidificar el cisma entre Orient i Occident.

### Segon Concili de Lió (1272)
El Segon Concili de Lió va ser convocat per actuar com a compromís de Miquel VIII per reunir l'església oriental amb Occident. Desitjant acabar amb el Gran Cisma que dividia Roma i Constantinoble, Gregori X havia enviat una ambaixada a Miquel VIII, que havia reconquerit Constantinoble, posant fi a les restes de l'Imperi Llatí a Orient, i va demanar als dèspotes llatins l'Orient per frenar les seves ambicions.
El 29 de juny (festa dels Sants Pere i Pau, festa patronal dels Papes), Gregori X va celebrar una missa a l'església de Sant Joan, on van participar totes dues parts. El concili va declarar que l'església romana posseïa "la suprema i plena primacia i autoritat sobre l'Església catòlica universal".
La unió efectuada va ser "una farsa i un gambit polític", una ficció mantinguda per l'emperador per evitar que els occidentals recuperessin la ciutat de Constantinoble, que havien perdut poc més d'una dècada abans, el 1261. El clergat i la gent li van oposar aferrissadament i mai es van posar en vigor, malgrat una campanya sostinguda pel patriarca Joan XI de Constantinoble, convertit a la causa de la unió, a defensar la unió intel·lectualment i la repressió vigorosa i brutal dels opositors per part de Miquel. El 1278 el Papa Nicolau III, assabentat del caràcter fictici de la conformitat grega, va enviar llegats a Constantinoble, exigint la submissió personal de tots els clergues ortodoxos i l'adopció del Filioque, ja que els delegats grecs de Lió havien estat obligats a recitar el Credo amb la inclusió de Filioque i a repetir-lo dos més vegades. Els intents de l'emperador Miquel per resoldre el cisma van acabar quan el Papa Martí IV, en veure que la unió era només una farsa, va excomunicar Miquel VIII el 1281 en suport dels intents de Carles d'Anjou de llançar una nova campanya per recuperar les províncies romanes de l'Est perdut contra Miquel. El fill de Miquel VIII i successor Andrònic II va repudiar la unió, i Joan XI es va veure obligat a abdicar, sent finalment exiliat i empresonat fins a la seva mort el 1297.

### Concili de Ferrara-Florència (1439)
Al segle xv, l'emperador oriental Joan VIII Paleòleg, pressionat fortament pels turcs otomans, estava disposat a aliar-se amb Occident i, per fer-ho, va acordar amb el Papa Eugeni IV les discussions sobre la reunió que es tornaria a celebrar, aquesta vegada al concili de Ferrara-Florència. Després de diverses llargues discussions, l'emperador va aconseguir convèncer els representants orientals d'acceptar les doctrines occidentals de Filioque, el Purgatori i la supremacia del papat. El 6 de juny de 1439, tots els bisbes orientals presents van signar un acord, però un, Marc d'Efes, que va afirmar que Roma continuava tant en heretgia com en cisma. Semblava que s'havia acabat el Gran Cisma. No obstant això, al seu retorn, els bisbes orientals van trobar el seu acord amb Occident generalment rebutjat per la població i per les autoritats civils (amb la notable excepció dels emperadors d'Orient que van romandre compromesos amb la unió fins a la caiguda de Constantinoble dues dècades després). La unió signada a Florència mai no ha estat acceptada per les esglésies orientals.

### Caiguda de Constantinoble (1453) i després
En el moment de la caiguda de Constantinoble a mans de l'Imperi Otomà el maig de 1453, el cristianisme ortodox ja estava arrelat a Rússia, el centre religiós polític i de facto del qual s'havia traslladat de Kíev a Moscou. L'Església russa, una part de l'Església de Constantinoble fins a mitjan segle xv, va rebre la plena independència (autocefàlia) i va ser elevada al rang de patriarcat el 1589. L'elit política i eclesiàstica russa va arribar a considerar Moscou com la Tercera Roma, hereu legítim de Constantinoble i l'Imperi Romà.
Sota el domini otomà, l'Església Ortodoxa va adquirir l'estatus de millet autònom, concretament el Millet-i Rûm. El patriarca ecumènic es va convertir en el governant (millet başı) de tots els súbdits cristians ortodoxos de l'imperi, inclosos els no grecs. En conquerir Constantinoble, Mehmed II va assumir la funció legal dels emperadors romans i va nomenar el patriarca Gennadi II. Els sultans van augmentar els poders temporals de la jerarquia ortodoxa grega que van arribar a ser políticament obligats únicament pel sultà otomà i, juntament amb altres nobles grecs otomans, va arribar a dirigir els dominis ortodoxos balcànics de l'Imperi Otomà. Com a resultat, tota la comunió ortodoxa dels Balcans i del Pròxim Orient es va aïllar de la resta de la cristiandat. Durant els quatre-cents anys següents, quedaria confinat dins del món islàmic, amb el qual tenia poc en comú religiosament o culturalment.
A Rússia, els sentiments anticatòlics es van consolidar amb la intervenció polonesa durant el Període Tumultuós a principis del segle xvii, que es va veure com un intent de convertir Moscou al catolicisme. La moderna festa nacional russa, el  Dia de la Unitat, es va establir el dia de la celebració de l'església en honor a la icona de la Mare de Déu de Kazan, que es creu que va salvar miraculosament Moscou de la conquesta polonesa del 1612. El patriarca Hermogenes de Moscou va ser executat pels polonesos i els seus partidaris durant aquest període (vegeu també la Mancomunitat polonès-lituana-moscovita).
Als segles xvi i XVII es van produir diversos intents d'unions entre l'Església romana i diversos grups de l'ortodòxia oriental. La separació final entre l'Església catòlica d'una banda i les esglésies ortodoxes orientals, de l'altra, es va produir només al segle xviii: el 1729, l'església romana del Papa Benet XIII va prohibir la comunió amb les esglésies ortodoxes i, el 1755, els patriarques d'Alexandria, Jerusalem i Constantinoble en represàlia van declarar la interrupció final de la comunió sacral amb l'Església romana i van declarar heretge el catolicisme.

### Primer Concili Vaticà (1870)
La doctrina de la primacia papal es va desenvolupar encara més al Concili Vaticà I, que va declarar que "en la disposició de Déu, l'església romana té la preeminència del poder ordinari sobre totes les altres esglésies". Aquest concili també va afirmar el dogma de la infal·libilitat papal, declarant que la infal·libilitat de la comunitat cristiana s'estén al propi papa quan defineix una doctrina sobre la fe o la moral que ha de tenir tota l'Església. Aquest nou dogma, així com el dogma de la Immaculada Concepció, promulgat a Ineffabilis Deus uns anys abans, són rebutjats de manera inequívoca per l'Església oriental com a heretges.

### Anul·lació dels anatemes mutus (1965)
Pau VI va visitar els Patriarques ortodoxos de Jerusalem i de Constantinoble en 1964 i 1967, el primer des del segle ix en fer-ho, anomenant les Esglésies orientals com Esglésies germanes. També va ser el primer papa en segles per satisfer els responsables dels diferents creences orientals ortodoxes. En particular, la seva trobada amb el Patriarca ecumènic Atenàgores I el 1964 a Jerusalem, va donar lloc a la derogació de les excomunions de 1054. Aquest va ser un pas significatiu cap al restabliment de la comunió entre Roma i Constantinoble. La declaració va ser llegida el 7 de desembre de 1965, de manera simultània en una sessió pública del Concili Vaticà a Roma i en una cerimònia especial a Istanbul. La declaració no va acabar el cisma, però va mostrar un desig d'una major reconciliació entre les dues esglésies.
El maig de 1973, el patriarca copte Shenouda III d'Alexandria va visitar el Vaticà, on es va reunir tres vegades amb el Papa Pau VI. Una declaració comuna i un Credo conjunt emès després de la visita proclamat la unitat en una sèrie de qüestions teològiques, tot i que també altres diferències teològiques "des de l'any 451" "no es poden ignorar", mentre que les dues tradicions funcionen a una unitat major.
El 27 de novembre del 2004, en un intent de «promoure la unitat cristiana», el papa Joan Pau II va retornar les relíquies dels patriarques Joan Crisòstom i Gregori de Nazianz a Istanbul. Es creu que les relíquies van ser preses pels croats el 1204. El patriarca ecumènic Bartomeu I amb altres caps de les esglésies autònomes orientals van assistir al funeral del papa Joan Pau II el 8 d'abril del 2005, per primera vegada després de molts segles, la qual cosa és considerada com un signe seriós que la reconciliació ha començat.

## Esglésies catòliques orientals
Les esglésies catòliques orientals, històricament anomenades "uniades" pels ortodoxos, es consideren reconciliades amb el cisma oriental i occidental per haver acceptat la primacia del bisbe de Roma tot conservant algunes de les regles canòniques i les pràctiques litúrgiques d'acord amb el Tradició oriental com el ritu bizantí que preval a les esglésies ortodoxes. Alguns acusen els ortodoxos orientals que unir-se a aquesta unitat passa a costa d'ignorar les diferències doctrinals crítiques i les atrocitats passades.
Hi ha hagut conflictes periòdics entre els catòlics ortodoxos i orientals a Ucraïna i Belarús, llavors sota domini polonès, i més tard també a Transsilvània (vegeu l'Església Catòlica Greca Romanesa Unida amb Roma). La pressió i les represàlies patrocinades pel govern es van utilitzar contra les esglésies catòliques orientals com l'Església catòlica grega ucraïnesa a l'Imperi rus i més tard a l'URSS. Des de finals dels anys vuitanta, el patriarcat de Moscou (l'església ortodoxa russa) ha criticat els mètodes de restauració de les estructures de les esglésies ″ uniades ″ a Ucraïna, així com el que va anomenar proselitisme catòlic a Rússia.
El 1993, un informe escrit per la Comissió Mixta Internacional per al Diàleg Teològic entre l'Església Catòlica i l'Església Ortodoxa durant la seva setena sessió plenària a l'escola de teologia Balamand al Líban va afirmar: "Per la forma en què Els catòlics i els ortodoxos es tornen a considerar mútuament en la seva relació amb el misteri de l'Església i es descobreixen una vegada més com a Esglésies germanes, aquesta forma d'apostolat missioner descrita anteriorment i que s'ha anomenat uniatisme′, Ja no es pot acceptar ni com a mètode a seguir ni com a model de la unitat que busquen les nostres Esglésies ". Al mateix temps, el document, entre altres coses, deia:
- Pel que fa a les esglésies catòliques orientals, és clar que, com a part de la comunió catòlica, tenen el dret d'existir i d'actuar responent a les necessitats espirituals dels seus fidels.
- Les esglésies orientals catòliques que han desitjat restablir la plena comunió amb la Seu de Roma i s'hi han mantingut fidels, tenen els drets i obligacions que estan relacionats amb aquesta comunió. Els principis que determinen la seva actitud envers les esglésies ortodoxes són els que han estat exposats pel Concili Vaticà II i que han estat posats en pràctica pels papes que han aclarit les conseqüències pràctiques que es deriven d'aquests principis en diversos documents publicats des de llavors. Aquestes Esglésies, doncs, haurien d'inserir-se, tant a nivell local com universal, en el diàleg de l'amor, en el respecte mutu i la confiança recíproca trobada una vegada més, i entrar en el diàleg teològic, amb totes les seves implicacions pràctiques.

El febrer de 2016, el Papa Francesc i el patriarca Kirill de l'Església Ortodoxa Russa (ROC) es van reunir a Cuba i van signar una declaració conjunta això afirmava, entre altres coses: "Esperem que la nostra reunió també contribueixi a la reconciliació allà on existeixin tensions entre grecs catòlics i ortodoxos. Avui en dia és clar que el passat mètode de" uniatisme ", entès com la unió d'una comunitat a l'altra separar-la de la seva Església no és la manera de restablir la unitat, però les comunitats eclesials sorgides en aquestes circumstàncies històriques tenen el dret d'existir i d'emprendre tot el necessari per satisfer les necessitats espirituals dels seus fidels. buscant viure en pau amb els seus veïns. Els catòlics ortodoxos i grecs necessiten reconciliació i formes de convivència mútuament acceptables ". Mentrestant, a l'entrevista publicada la vigília de la reunió a Cuba, el metropolità Hilarion Alfeyev, president del Departament de Relacions Exteriors de l'Església i membre permanent del Sant Sínode de la República de Corea, va dir que les tensions entre l'Església greco-catòlica ucraïnesa i la Església ortodoxa ucraïnesa de la República de la Xina havia estat recentment augmentat principalment a causa del conflicte a Ucraïna. La declaració va ser durament criticada per Sviatoslav Shevchuk, el primat de l'Església catòlica grega ucraïnesa, que va dir que el seu ramat se sentia "traït" pel Vaticà.

## Esforços recents en la reconciliació

### Comissió Teològica Mixta
Inspirat per l'esperit del Vaticà II que va adoptar el decret de la Unitatis Redintegratio sobre ecumenisme el 1964, així com pel canvi d'opinió cap a l'ecumenisme per part del patriarcat de Moscou que s'havia produït el 1961, el Vaticà i 14 esglésies ortodoxes autocèfales universalment reconegudes van establir la Comissió Mixta Internacional per al Diàleg Teològic entre l'Església Catòlica i l'Església Ortodoxa, que es va reunir per primera vegada a Rodes el 1980 i és un esforç continu.

### Altres moviments cap a la reconciliació
En diverses ocasions, el Papa Joan Pau II va recitar el credo nicè amb els patriarques de l'església ortodoxa oriental en grec segons el text original. Tant ell com el seu successor, el Papa Benet XVI, han recitat el Credo Nicè juntament amb els patriarques Demetri I i Bartomeu I en grec sense la clàusula Filioque, «segons l'ús de les esglésies bizantines». Això concorda amb la pràctica de l'Església catòlica d'incloure la clàusula quan es recita el Credo en llatí, però no quan es recita en grec.
El juny de 1995, el patriarca Bartomeu I de Constantinoble, va visitar la ciutat del Vaticà per primera vegada i es va unir a la històrica jornada interreligiosa de pregària per la pau a Assís. Joan Pau II i Bartomeu I van declarar explícitament el seu "desig mutu de relegar les excomunions del passat a l'oblit i emprendre el camí per restablir la plena comunió".
El maig de 1999, Joan Pau II va ser el primer papa des del Gran Cisma a visitar un país ortodox ortodox: Romania. En saludar Joan Pau II, el patriarca romanès Teoctist va afirmar: "El segon mil·lenni de la història cristiana va començar amb una dolorosa ferida de la unitat de l'Església; al final d'aquest mil·lenni s'ha vist un compromís real de restablir la unitat cristiana". Joan Pau II va visitar altres zones fortament ortodoxes com Ucraïna, tot i la manca de benvinguda de vegades, i va dir que curar les divisions entre el cristianisme occidental i oriental era un dels seus desitjos més agradables.
El juny de 2004, la visita de Bartomeu I a Roma per la festa dels Sants Pere i Pau (29 de juny) li va donar l'oportunitat d'una altra reunió personal amb Joan Pau II, de converses amb el Consell Pontifici per a la Promoció de la Unitat dels Cristians i de participar en la celebració pel dia de la festa a la basílica de Sant Pere.
La participació parcial del patriarca en la litúrgia eucarística presidida pel Papa va seguir el programa de les visites passades del patriarca Dimitrios (1987) i del mateix patriarca Bartomeu I: plena participació en la litúrgia de la Paraula, una proclamació conjunta del Papa i del Patriarca de la professió de fe segons el Credo niceno-constantinopolità en grec i com a conclusió, la Benedicció final impartida tant pel Papa com pel Patriarca a l'altar de la Confessio. El patriarca no va participar plenament en la litúrgia de l'eucaristia que implicava la consagració i distribució de la mateixa eucaristia.

## Perspectives de conciliació
Malgrat els esforços realitzats pels papes catòlics i els patriarques ortodoxos per curar el cisma, només s'ha realitzat un progrés limitat cap a la reconciliació durant l'últim mig segle. Un obstacle és el fet que els ortodoxos i els catòlics tenen percepcions diferents de la naturalesa de la divisió. L'ensenyament catòlic oficial és que els ortodoxos són cismàtics, és a dir, que no hi ha res herètic en la seva teologia, sinó la seva manca de voluntat d'acceptar la supremacia del Papa que es presenta en l'ensenyament catòlic com una qüestió principalment eclesiològica, no tant teològica. L'objecte ortodox de les doctrines catòliques del purgatori, l'expiació substitutòria, la Immaculada Concepció i la supremacia papal, entre d'altres, com a doctrines herètiques. Pel que fa a la primacia del Papa, les dues esglésies coincideixen que el Papa, com a bisbe de Roma, té primacia, tot i que continuen tenint interpretacions diferents del que comporta aquesta primacia.
L'actitud de l'Església catòlica va ser expressada per Joan Pau II a imatge de l'Església "respirant amb els seus dos pulmons". Volia dir que hi hauria una combinació del temperament "llatí" més racional, jurídic i organitzatiu amb l'esperit intuïtiu, místic i contemplatiu que es troba a l'Orient.
Segons la visió ortodoxa, el bisbe de Roma (és a dir, el Papa) tindria la primacia universal en una cristiandat reunida, com primus inter pares sense el poder de la jurisdicció.

### Reconciliació eclesiològica
Els ortodoxos orientals insisteixen que la primacia és en gran manera la d'honor, sent el Papa "primer entre iguals" – primus inter pares. L'Església catòlica, en canvi, insisteix en la doctrina de la supremacia. S'entén àmpliament que, si es vol reconciliar, les dues parts hauran de comprometre's amb aquesta doctrina. Tot i que alguns comentaristes han proposat formes en què es pot aconseguir aquest compromís, no hi ha cap indici oficial que estigui contemplant aquest compromís.
Al seu llibre Principis de teologia catòlica, el papa Benet XVI (aleshores cardenal Ratzinger) va avaluar el ventall de "possibilitats obertes a l'ecumenisme cristià". Va caracteritzar la "màxima demanda" d'Occident com el reconeixement per part d'Orient i la submissió a la "primacia del bisbe de Roma en l'àmbit complet de la definició de 1870 ..." La "màxima demanda" d'Orient era descrita com a declaració per part d'Occident de la doctrina de la primacia papal de 1870 d'errònia juntament amb la “retirada del Filioque del Credo i inclosos els dogmes marians dels segles XIX i XX”. Ratzinger va afirmar que "(n) una de les solucions màximes ofereix qualsevol esperança real d'unitat." Ratzinger va escriure que "Roma no ha de requerir més a l'Orient del que s'havia formulat i del que es va viure al primer mil·lenni". Va concloure que "la reunió podria tenir lloc en aquest context si, d'una banda, l'Orient deixés d'oposar-se com a herètiques als desenvolupaments que van tenir lloc a Occident al segon mil·lenni i acceptarien l'Església catòlica com a legítima i ortodoxa al forma que havia adquirit en el transcurs d'aquest desenvolupament, mentre que, d'altra banda, Occident reconeixeria l'Església d'Orient com a ortodoxa en la forma que sempre ha tingut."
La declaració de Ravenna el 2007 va reafirmar la creença que el bisbe de Roma és efectivament el protos, tot i que s'hauran de mantenir futures discussions sobre l'exercici eclesiològic concret de la primacia papal.

## Reconciliació teològica
Alguns erudits com Jeffrey Finch afirmen que "el futur de l'aproximació est-oest sembla superar les polèmiques modernes del neoescolasticisme i el neopalamisme".
Aquests problemes doctrinals se centren al voltant de la percepció ortodoxa que els teòlegs catòlics no tenen l'experiència real de Déu anomenada theoria i, per tant, no entenen la importància del cor com a facultat noètica o intuïtiva. És el que consideren que la confiança de l'Església catòlica en la filosofia metafísica pagana i en mètodes racionals com l'escolàstica en lloc de l'experiència intuïtiva de Déu (theoria) fa que els ortodoxos considerin l'Església catòlica herètica. Altres punts de la diferència doctrinal inclouen una diferència quant a la naturalesa humana, així com una diferència pel que fa al pecat original, al purgatori i a la naturalesa de l'infern.
Un punt de la diferència teològica es concreta en la disputa sobre la inclusió de Filioque al Credo Nicè. Segons la visió de l'Església catòlica, allò que anomena la legítima complementarietat de les expressions "del Pare" i "del Pare i del Fill" no proporciona que no es converteixi en rígid, afecti la identitat de la fe en la realitat del mateix misteri confessat. Els ortodoxos, d'altra banda, consideren que la inclusió de la frase és gairebé herètica.
Més important encara, els ortodoxos veuen el filioque només com la punta de l'iceberg i realment només un símptoma d'un problema de teologia molt més arrelat, tan arrelat que consideren que és herètic i, fins i tot, per algunes caracteritzacions, és una incapacitat. per "veure Déu" i conèixer Déu. Aquesta heretgia suposadament arrela en el paganisme franc, l'arianisme, la filosofia platonista i aristotèlica i l'escolàstica racional i objectiva tomista. En oposició a allò que caracteritzen com a fonaments pagans, herètics i "sense déu", els ortodoxos es basen en el coneixement i la visió de Déu intuïtius i místics (theoria) basats en l'esicàsme i la noesi. Els catòlics accepten com a vàlida la comprensió intuïtiva i mística ortodoxa oriental de Déu i la consideren complementària a la reflexió racional occidental.

### Sagraments
La majoria de les esglésies ortodoxes a través de l'economia no requereixen el bateig a l'església ortodoxa per a aquelles que han estat batejades prèviament a l'església catòlica. La majoria de jurisdiccions ortodoxes, basades en el mateix principi d'economia, permeten un matrimoni sacramental entre un cristià ortodox i alguns cristians no ortodoxos. L'Església catòlica permet als seus clergues administrar els sagraments de la penitència, l'eucaristia i la unció dels malalts als membres de l'església ortodoxa oriental, si aquests sol·liciten espontàniament els sagraments i estan disposats adequadament. També permet als catòlics que no poden acostar-se a un ministre catòlic rebre aquests tres sagraments del clergat de l'Església ortodoxa oriental, sempre que la necessitat ho requereixi o un autèntic avantatge espiritual ho recomani i sempre que s'eviti el perill d'error o indiferència. El dret canònic catòlic permet el matrimoni entre un catòlic i un ortodox. L'Església ortodoxa només administrarà els sagraments als cristians que no siguin ortodoxos si hi ha una emergència.
El Codi de cànons de les esglésies orientals autoritza el bisbe catòlic local a permetre que un sacerdot catòlic, de qualsevol ritu, beneeixi el matrimoni de fidels ortodoxos que, incapaços sense grans dificultats d'acostar-se a un sacerdot de la seva pròpia Església, ho demanen espontàniament. En casos excepcionals, els catòlics poden, en absència d'un sacerdot autoritzat, casar-se davant dels testimonis. Si hi ha disponible un sacerdot que no està autoritzat per a la celebració del matrimoni, hauria de ser cridat, tot i que el matrimoni és vàlid fins i tot sense la seva presència. El Codi de cànons de les esglésies orientals especifica que, en aquestes circumstàncies excepcionals, fins i tot es pot convocar un sacerdot "no catòlic" (i, per tant, no necessàriament un pertanyent a una església oriental).

### Crítica als esforços de reconciliació
Els esforços dels patriarques ortodoxos cap a la reconciliació amb l'Església catòlica han estat fortament criticats per alguns elements de l'ortodòxia oriental, com el metropolità de Kalavryta, Grècia, al novembre de 2008.
El 2010, el patriarca Bartomeu I va emetre una encíclica que lloava el diàleg en curs entre l'Església Ortodoxa i altres esglésies cristianes i lamentava que els diàlegs entre les dues esglésies fossin criticats de manera “inacceptablement fanàtica” per alguns que afirmen defensar l'ortodòxia malgrat que aquests diàlegs són es duu a terme "amb el mutu acord i la participació de totes les esglésies ortodoxes locals". El patriarca va advertir que "aquests opositors s'eleven per sobre dels sínodes episcopals i s'arrisquen a crear cismes". A més, va acusar alguns crítics de distorsionar la realitat per "enganyar i despertar els fidels" i de representar el diàleg teològic no com un esforç pan-ortodox, sinó un esforç del patriarcat ecumènic".

## Origen
Des del començament de l'expansió del cristianisme en l'Imperi Romà, les esglésies catòliques reconeixien la posició o autoritat de certs bisbes: el bisbe d'Alexandria, el d'Antioquia, el de Constantinoble, el de Roma i el de Jerusalem. Els cinc van ser confirmats com a patriarques pel concili de Calcedònia el 451. Els cinc patriarques tenien autoritat i precedència sobre altres bisbes de l'Església. Dels cinc patriarques, però, el bisbe de Roma tenia un rang superior en virtut de la seva posició com a successor de sant Pere, a més que Roma era la capital de l'imperi. Encara que Constantí el Gran va moure la capital a Constantinoble, el bisbe de Roma va conservar la seva posició de primer entre iguals (primus inter pares) en la jerarquia, però no tenia poder de veto sobre la resta dels patriarques.
Diversos conflictes van ocasionar l'excomunió mútua dels patriarques, però aviat es reconciliarien en el concili de Calcedònia de 451. El concili els va unificar en teoria, però, de facto, les esglésies continuaven separant-se. El Concili de Calcedònia va emetre el Credo de Calcedònia, que va repudiar la idea d'una sola naturalesa de Crist, definint que Crist tenia dues naturaleses en una persona i hipòstasi, i va insistir en la integritat de les seves dues naturaleses, la divina i humana. El concili també va emetre 27 cànons disciplinaris que regirien l'administració de l'església i l'autoritat. En un decret posterior, més tard conegut com el cànon 28, els bisbes buscava elevar el rang del Patriarcat de Constantinoble, al·legant que Constantinoble gaudia d'un honor i autoritat comparable a la de Roma. Els llegats papals no estaven presents en la votació d'aquest cànon, i va protestar que després, i no va ser ratificat pel Papa Lleó de Roma.
La caiguda de l'Imperi Romà d'Occident que va portar a la fragmentació de l'Imperi Romà d'Occident l'any 476 i la seva posterior dissolució el 480 va a contribuir a la separació de l'Església. Altres factors van ser-ne la qüestió de la llengua de la litúrgia, ja que la llengua dominant d'Orient des del temps de Jesucrist era el grec i a Occident el llatí. A més de la desunió lingüística, les dues meitats del cristianisme començaven a distanciar-se en ritus i interpretacions de les doctrines cristianes, com l'ús de pa amb llevat a per a l'eucaristia, i el sorgiment de la iconoclàstia a Orient.
L'any 726 Lleó es va declarar obertament contrari al culte a les imatges i va emetre un decret en aquest sentit. Els bisbes iconoclastes van seguir pressionant i aquesta política fou resistida a l'Orient, donant lloc a la fricció que va acabar el 787, quan el Segon Concili de Nicea pel que es va permetre el culte a les icones religioses, que actuen com a símbols de la fe igual que la creu o altres signes acceptats, sempre que es distingeixi de l'adoració directa a la divinitat.

### Filiquoe
Filioque és un mot utilitzat per a denominar una diferència substancial entre les doctrines de l'Església Catòlica Romana i les Esglésies ortodoxes orientals i que traduïda del llatí vol dir "i del fill". Es fa servir aquesta expressió perquè en general l'Església catòlica romana, en la seua proclamació de fe o Credo de Nicea de 381, en la part que diu: "Crec en l'Esperit Sant, que és Senyor i infon la vida, que procedeix del Pare", afegeixen sempre "i del Fill" (Filioque en llatí), que no estava en aquest credo original acceptat per l'església universal abans del cisma, ja que les esglésies ortodoxes, a diferència de les llatines creuen que l'Esperit Sant, d'acord amb el Credo de Nicea de l'any 381 sols procedeix de Déu Pare, però no de Déu Fill, en el context de la fórmula teòlogica trinitària de gran part de les esglésies cristianes.

### Hesicasme
Els teòlegs ortodoxos afirmen que la divisió teològica d’Orient i d’Occident va culminar en un conflicte teològic directe conegut com la controvèrsia de l'Hesicasme durant diversos concilis de Constantinoble entre 1341 i 1351 posant de manifest el fort contrast entre el que ambdues tradicions entenen que és un dogma teològic i com es valida la teologia. L'essència del desacord és que a Orient una persona no pot ser un veritable teòleg ni ensenyar el coneixement de Déu sense haver experimentat Déu, tal com es defineix com la visió de Déu (theoria).

### El pecat original
L’Església Ortodoxa Oriental afirma que el pecat original va corrompre l'existència i, per tant, naixem en una existència corrompuda hereditaria. A mesura que la vida passa d'ells a tots els seus descendents, també ho fa el pecat original.

### Purgatori
Un altre punt de la disputa teològica entre les esglésies occidentals i orientals és la doctrina del purgatori desenvolupat amb el temps en la teologia occidental. L'Església Ortodoxa Oriental sosté que "hi ha un estat més enllà de la mort on els creients continuen perfeccionant-se i portant a la divinització completa", però no existeix el purgatori.

### Condemna
L'ensenyament ortodox tradicional és que les persones van immediatament a l'alegria en Crist o als turments del càstig. La teologia oriental considera que el desig de pecar és el resultat el pecat original que cal curar. L’Església oriental creu que l’infern o la condemnació eterna i el cel existeixen i són el mateix lloc, que és estar amb Déu, i que el mateix amor diví que és una font de felicitat i consol per als justos és una font de turments per als pecadors. A l’ortodòxia oriental no hi ha infern per se, hi ha condemnació o càstig a l'eternitat pel rebuig de la gràcia de Déu.